# Адольф Дасслер
А́дольф Да́сслер  (нім. Adolf Dassler; 3 листопада 1900, Герцогенаурах, Німеччина —  6 вересня 1978, там само) — бізнесмен, розробник різних видів спортивного взуття та спорядження, поширених нині у світі. Засновник компанії з виробництва спортивної продукції «Adidas».

## Життєпис
Родина Дасслерів жила бідно й батько налагодив родинний бізнес — пошиття домашнього одягу. Його син Адольф Дасслер був пристрасним футболістом і взагалі спортсменом, тому йому прийшла в голову думка про створення спортивного взуття: перших у світі шипованих бутсів, гімнастичних тапочок. Ці два види продукції тривалий час були основними в родинному бізнесі (Аді допомагав його брат Руді).
Успіх шипованих бутсів підштовхнув А. Дасслера до виготовлення іншого шипованого спортивного взуття. І вже на Олімпіаді 1928 року в Амстердамі спортсмени, використавши нове взуття, досягли хороших результатів. Тріумфом для А. Дасслера стала берлінська Олімпіада 1936 року: американський бігун Джессі Оуенс у його взутті виграв 4 золоті медалі і встановив 5 олімпійських рекордів. Тепер Дасслери виробляли продукції вже на пів мільйона німецьких марок і відкрили дві фабрики.
Після смерті батька брати розділилися: Руді заснував фірму з випуску спортивних виробів «Пума».
Адольф Дасслер продовжував свої пошуки й почав випускати бутси на гумових шипах та бутси, шипи яких могли замінятися залежно від поля: снігового чи вологого тощо.
1952 року в Гельсінкі Дасслер запропонував спортсменам безмежний вибір продукції, яка користувалась великим попитом.
Від 1954 року Дасслер не мав конкурентів на ринку спортивних товарів.
1956 в Мельбурні Дасслер відкрив сучасну добу комерціалізації спорту — він монополізував значну частину виробництва спортивних товарів і далеко обійшов навіть свого брата.
1972 року Дасслер навіть одягав радянську спортивну делегацію, чого не було ніколи раніше через ідеологічне протистояння світових політичних систем.
Після смерті Дасслера його діти не знайшли спільної мови, і фірма розділилася на кілька, потім потрапила до рук конкурентів.
За своє життя Дасслер запатентував понад 700 винаходів і сьогодні вважається неперевершеним лідером у світі виробництва спортивних товарів.

## Пам'ятник
У травні 2006 року був відкритий бронзовий пам'ятник Аді Дасслеру на стадіоні його імені у містечку Герцогенаурах (Баварія), автор пам'ятника український скульптор Йосип Табачник.